# ケネス1世 (スコットランド王)
ケネス1世（ケネス・マカルピン、Cináed mac Ailpín、810年 - 858年2月13日）は、ピクト人の王であり、最初のスコットランドの王とされる人物である。ダルリアダ王といわれるアルピンの息子。

## 来歴
ピクト人の年代記によれば、ピクタヴィアの王とされている。またアルスターの年代記ではCináed rex Pictorum（「ピクトの王」の意）との記述が見られる。839年または841年にダルリアダ王国の王位を継いだ。ヴァイキングやピクト人勢力を征服し、843年にはピクト王国の上王（ハイ・キング）となり、スコット人との統合をはたしてアルバ王国を建国した。スコットランド王国の事実上の創設者とされている。
858年に死去し、王位は弟のドナルド1世が継いだ。

## 子女
一説にはピクトの王コンスタンティンの王女と結婚したといわれる。3子をもうけた。
- コンスタンティン1世（? - 877年） - スコットランド王（在位：863年 - 877年）
- エイ（? - 878年） - スコットランド王（在位：877年 - 878年）
- 娘 - ストラスクライド王ランと結婚。スコットランド王ヨーカの母。